# Bahnhof Rüdesheim (Rhein)
Der Bahnhof Rüdesheim (Rhein) an der rechten Rheinstrecke ist der Bahnhof der Stadt Rüdesheim am Rhein im Rheingau-Taunus-Kreis in Hessen.

## Geographische Lage
Der Bahnhof liegt am westlichen Stadtrand von Rüdesheim, eingeengt zwischen den nördlich angrenzenden Steillagen der Weinbaugemarkung und dem Ufer des Mittelrheins im Süden, das teilweise nicht mehr als 20 Meter von den Gleisanlagen entfernt ist. Für den Straßenverkehr erschlossen wird der Bahnhof von der Stadt aus durch die Bundesstraße 42, die hier den Namen Rheinstraße trägt und nördlich parallel zu den Bahngleisen verläuft. Kurz vor dem Bahnhofsgelände überquert die B42 auf einem durch Schranken gesicherten Bahnübergang die Gleise, um im weiteren Verlauf bis Lahnstein stets zwischen Bahnlinie und Rheinufer zu bleiben. Gleich jenseits des Bahnübergangs beginnt die ampelgeregelte Zufahrt der Rheinfähre Bingen–Rüdesheim. Auf diese Weise liegt hier am Bahnhof Rüdesheim ein Ausgangspunkt für viele Verkehrsstaus im Rheingau während des Berufs- und Ausflugsverkehrs. Seit Jahrzehnten sind alle Versuche, diesen Verkehrsknotenpunkt zu entschärfen, im Sande verlaufen.

## Geschichte
Am 9. August 1856 fuhr der erste fahrplanmäßige Zug der Nassauischen Rheinbahn von Wiesbaden kommend ohne große öffentliche Aufmerksamkeit an der provisorischen Endstation Rüdesheim neben dem Adlerturm ein. Nachdem am 22. Februar 1862 die Strecke bis Oberlahnstein in Betrieb ging, war er Durchgangsbahnhof. Zugleich ging mit einer Fährrampe 1500 Meter westlich des Bahnhofs das Trajekt Bingerbrück–Rüdesheim in Betrieb, das bis 1900 bestand. 1907 wurde der Bahnhof, um Verwechslungen mit dem Kleinbahnhof von Rüdesheim (Nahe) zu vermeiden, in Rüdesheim a. Rh. umbenannt.
Zum 1. Dezember 1925 wurde die Behandlungsanlage für (Dampf)lokomotiven in Rüdesheim geschlossen. Lediglich der Wasserkran blieb vorläufig in Betrieb.
Von 1915 bis 1945 war 1500 Meter östlich des Bahnhofs die Verbindungskurve zur Hindenburgbrücke in Betrieb.

## Empfangsgebäude

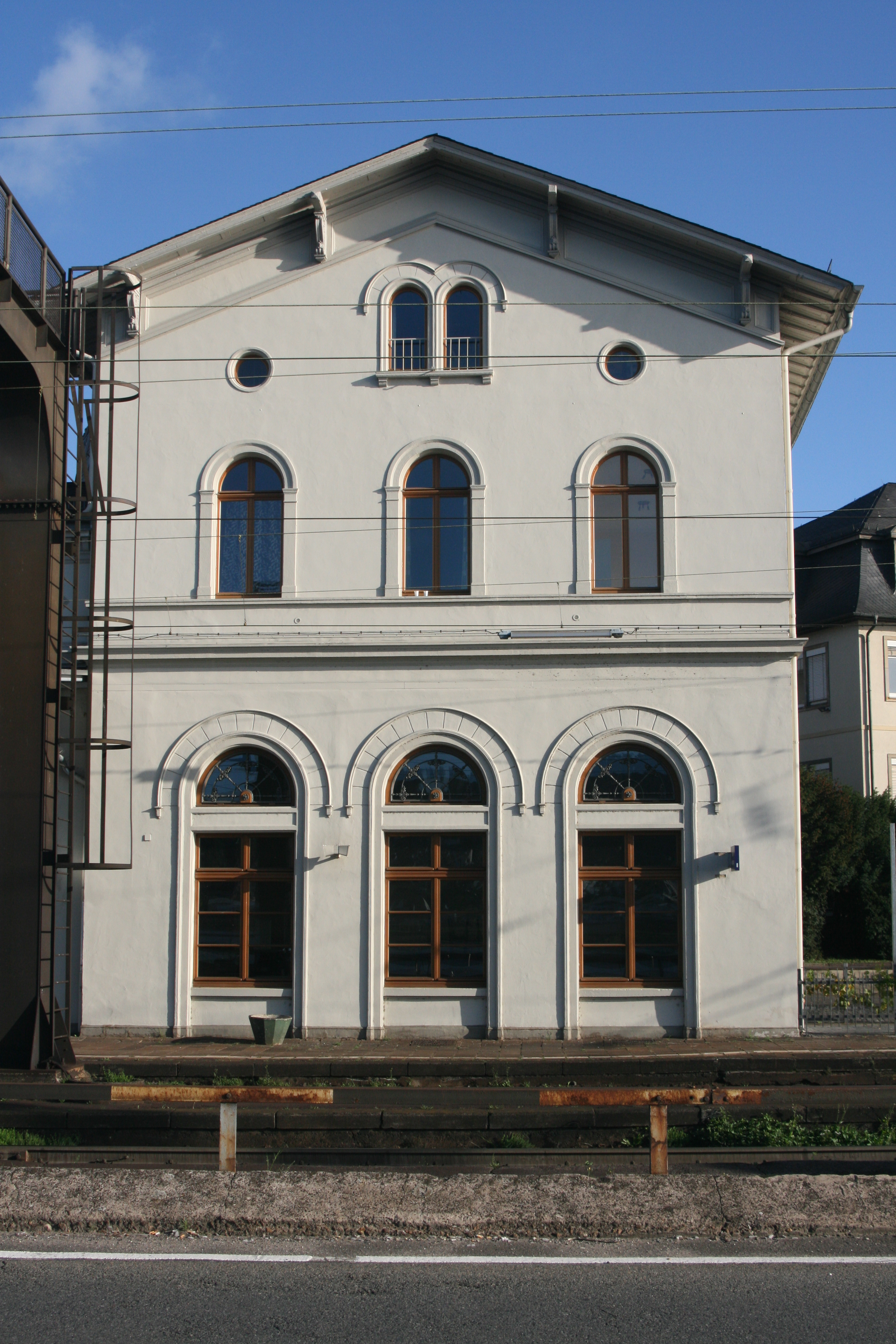
Empfangsgebäude

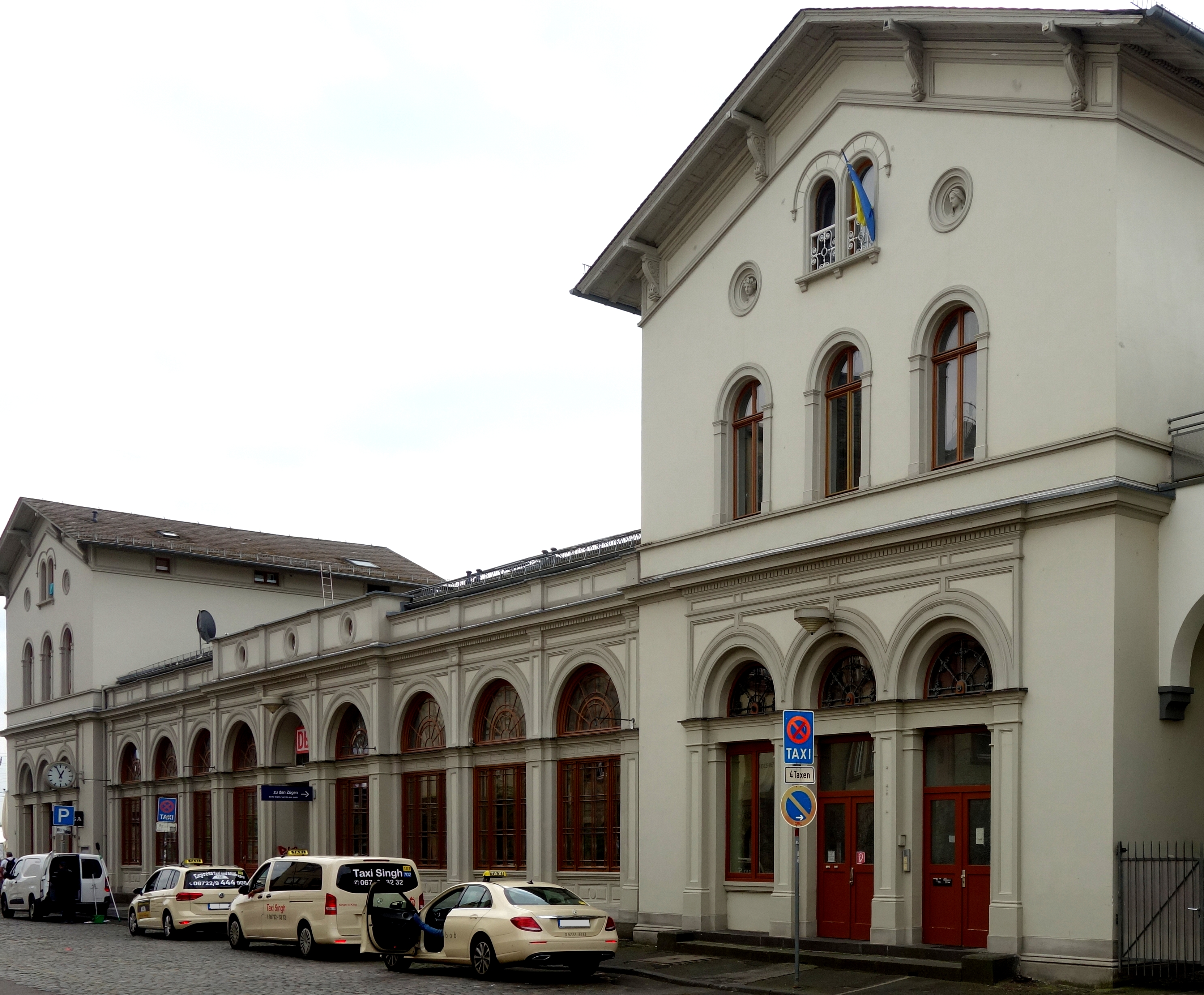
Straßenansicht des Empfangsgebäudes

Das Empfangsgebäude ist ein doppelgeschossiger Putzbau des Klassizismus. Es zählt heute zu den Kulturdenkmalen im UNESCO-Welterbe „Oberes Mittelrheintal“.
Das Empfangsgebäude wurde nach Entwürfen des Architekten Heinrich Velde aus Diez in den Jahren 1854–1856 errichtet. Es entspricht dem für diese Zeit einheitlichen Bautyp mit Eingangshalle und Funktionsräumen im Erdgeschoss, im darüber liegenden Obergeschoss die Wohnung des Stationsvorstehers. Die verputzte Fassade mit einfacher Reihung von Fenstern spricht die Architektursprache klassizistischer nassauischer Verwaltungsbauten. Außer in Rüdesheim ist dieser Typus in reiner Form im Mittelrheintal noch bei den Bahnhöfen von Oberwesel und Bacharach an der linken Rheinstrecke zu finden.
Anlässlich des Kaiserbesuchs zur Einweihung des Niederwalddenkmals am 28. September 1883 wurde die gerade neu errichtete öffentliche Wartehalle des Trajektbetriebs über den Rhein als provisorischer Fürstenbahnhof genutzt.
2002 wurde das stark heruntergekommene Bahnhofsensemble von den Brüdern Heil aus Rüdesheim erworben und komplett saniert und instand gesetzt. Außer dem Empfangsgebäude gehören zu dem erworbenen Komplex noch die Güterhalle und ein Büroneubau, die als Sachgesamtheit unter Denkmalschutz stehen.
Für die vorbildliche Sanierung wurde den Privateigentümern für ihr außergewöhnliches denkmalpflegerisches Engagement 2007 der Hessische Denkmalschutzpreis verliehen. Der Bahnhof stellt jetzt wieder das repräsentative Empfangsgebäude der Stadt Rüdesheim dar, als das er einst gebaut wurde.

## Betrieb

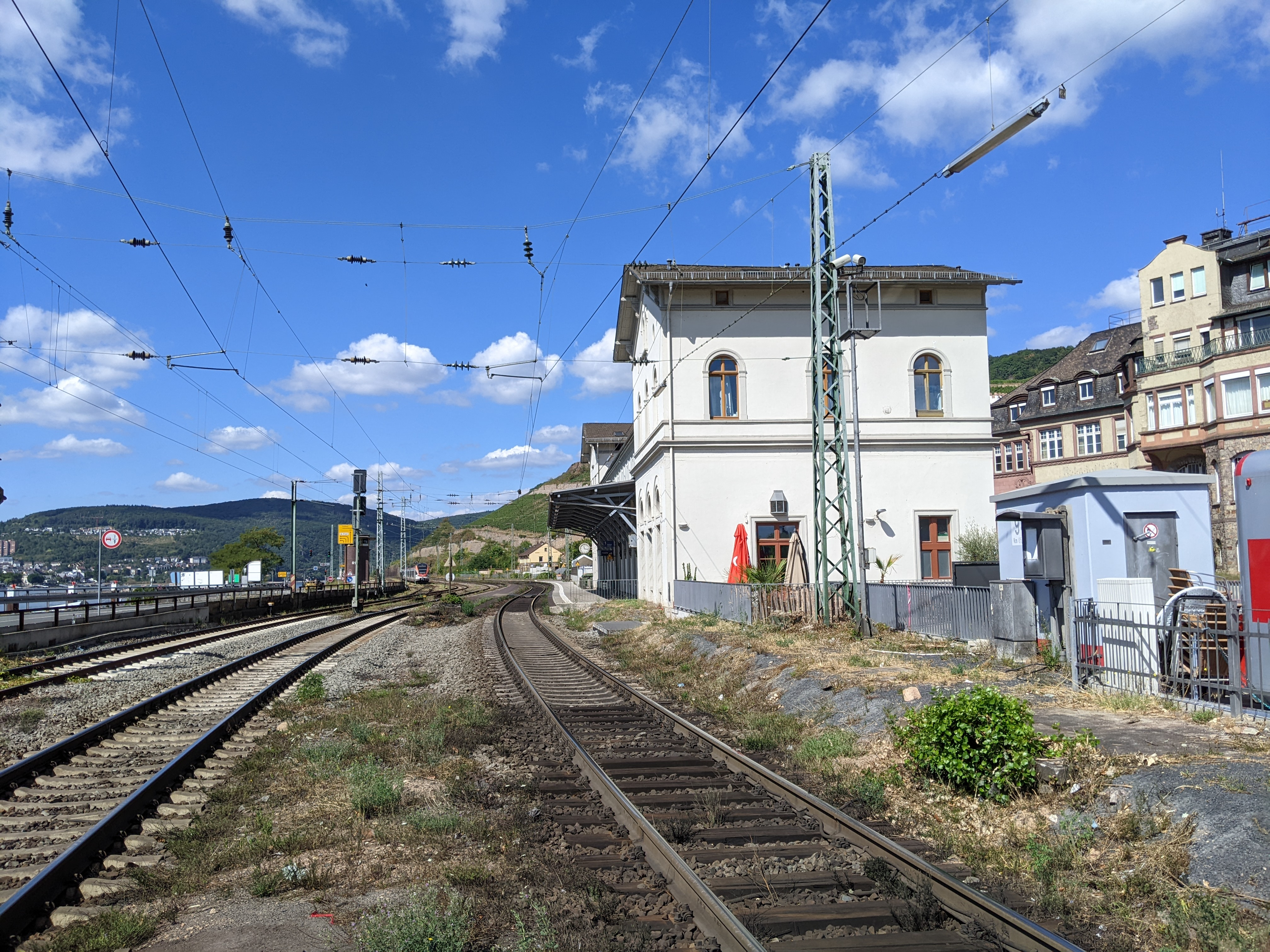
Bahnsteige und Gleise

Der Bahnhof ist nicht barrierefrei. Der Zugang zu den Bahnsteigen wird erst bei Einfahrt des Zuges geöffnet. Wenn der Zug aus Koblenz auf Gleis 2 ankommt, muss Gleis 1 gesperrt werden, weil die ein- und aussteigenden Fahrgäste dieses überqueren müssen.

### Stellwerk

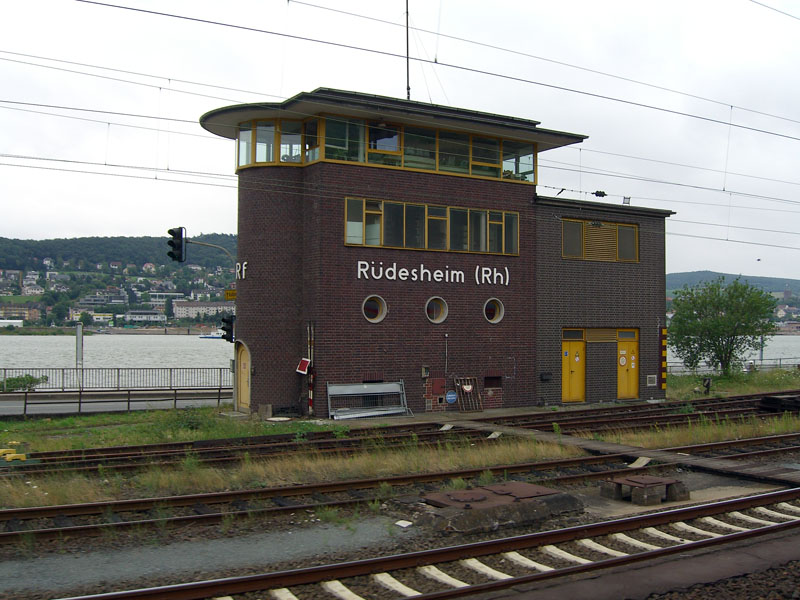
Stellwerk Rüdesheim

Das Stellwerk Rüdesheim Rf wurde 1952 im Stil der Neuen Sachlichkeit als elektromechanisches Stellwerk errichtet. 1960 wurde es zu einem Gleisbildstellwerk Dr S2 umgerüstet.

### Fernverkehr
Rüdesheim (Rhein) ist seit Jahren vom Netz des Schienenpersonenfernverkehrs abgekoppelt, nicht zuletzt deshalb, weil sich dieser entlang der Rheinschiene auf die Linke Rheinstrecke sowie seit 2002 auf die Schnellfahrstrecke Köln–Rhein/Main konzentriert, während auf der rechten Rheinstrecke der langsame Schienengüterverkehr fährt. Zuletzt verkehrten saisonal bis 2017 der IC 2412 und bis 2016 der IC 2415. Bei Bauarbeiten oder Sperrung der linken Rheinstrecke halten hier auch rechtsrheinisch umgeleitete Fernverkehrszüge.

### Regionalverkehr
Der Bahnhof Rüdesheim (Rhein) wird im Schienenpersonennahverkehr stündlich, im Berufsverkehr teilweise auch halbstündlich, durch die RheingauLinie Linie RB10 bedient.
| Linie | Linienverlauf | Takt                                                                   |
| ----- | --- | ---------------------------------------------------------------------- |
| RB 10 | RheingauLinie: Frankfurt (Main) Hbf – Frankfurt-Höchst – Mainz-Kastel – Wiesbaden Hbf – Wiesbaden-Biebrich – Wiesbaden-Schierstein – Niederwalluf – Eltville – Erbach (Rheingau) – Hattenheim – Oestrich-Winkel – Geisenheim – Rüdesheim (Rhein) – Assmannshausen – Lorch (Rhein) – Lorchhausen – Kaub – St. Goarshausen – Kestert – Kamp-Bornhofen – Filsen – Osterspai – Braubach – Oberlahnstein – Niederlahnstein – Koblenz Hbf – Koblenz Stadtmitte – Neuwied Stand: Fahrplanwechsel Dezember 2023 | 60 min 30 min (Frankf.–Assmannshausen) 30 min (Frankf.–KO Hbf zur HVZ) |

## Zukunft
Bis zum Jahr 2028 soll etwa einen Kilometer östlich des heutigen Bahnhofs ein neuer, vollständig barrierefreier Haltepunkt entstehen. Nach Fertigstellung sollen die bestehenden Bahnsteiganlagen am jetzigen Bahnhof zurückgebaut werden, während das denkmalgeschützte Empfangsgebäude erhalten bleibt.